# Barbara Yorke
Barbara Yorke (ur. 1951) – brytyjska mediewistka zajmująca się historią królestw anglosaskich.

## Życiorys
Ukończyła historię i archeologię na University of Exeter, gdzie uzyskała też stopień doktora. Obecnie jest profesorem na University of Winchester.

## Publikacje
- Kings and Kingdoms of Early Anglo-Saxon England (1990)
- Wessex in the Early Middle Ages (1995)
- Bishop Aethelwold: His Career and Influence (1997)
- The Anglo-Saxons (1999)
- Nunneries and the Anglo-Saxon Royal Houses (2003)
- The Conversion of Britain: Religion, Politics and Society in Britain, 600-800 (2006)

### Publikacje przełożone na język polski
- Królowie i królestwa Anglii w czasach Anglosasów 600–900, tł. Mateusz Wilk, Warszawa: Wydawnictwo Naukowe PWN 2009.